# سيدني سميث (سياسي أسترالي)
سيدني سميث (بالإنجليزية: Sydney Smith)‏ هو سياسي أسترالي، ولد في 11 أبريل 1856 في أستراليا، وتوفي في 21 فبراير 1934 في سيدني في أستراليا. حزبياً، نشط في حزب التجارة الحرة. وقد انتخب عضو الجمعية التشريعية نيو ساوث ويلز وانتخب عضو مجلس النواب الأسترالي عن دائرة Division of Macquarie ‏ (29 مارس 1901 – 12 ديسمبر 1906).